# 438973 Masci
438973 Masci este o planetă minoră (asteroid), cu un diametru de 3,088 km, din centura de asteroizi. A fost descoperită pe 2 iulie 2010 la Wide-field Infrared Survey Explorer⁠(d) de Wide-field Infrared Survey Explorer⁠(d). 
Obiectul prezintă o orbită caracterizată de o semiaxă mare de 3,1290439879449 UAi, o excentricitate de 0,24, o înclinație de 11,7 ° în raport cu ecliptica.